# Leprechaun: Origins
Leprechaun: Origins ist ein US-amerikanischer Horrorfilm aus dem Jahre 2014. Es handelt sich um eine Prequel des Horrorfilms Leprechaun – Der Killerkobold von 1994, die Hauptrollen spielen der Wrestler Dylan Postl, bekannt als „Hornswoggle“, sowie Stephanie Bennett und Andrew Dunbar. Es ist der siebte Film und zugleich die Neuauflage der Leprechaun-Reihe, die 1993 mit Leprechaun – Der Killerkobold begann.

## Inhalt
Der Film beginnt damit, dass ein Pärchen durch eine hohe Wiese rennt und dabei von einem nicht sichtbaren Wesen gejagt wird. Dieses fängt zuerst den jungen Mann, danach auch die Frau, und zieht beide ins Gras. Danach folgen der Vorspann des Films und danach die Hauptstory.
Eine Gruppe von jungen Leuten bestehend aus den Paaren Sophie und Ben und Jeni und David entschließt sich, einen Tagesausflug in die irische Provinz zu unternehmen. In einem Pub lassen sie sich von dem Farmer Hamish überreden, eine alte archäologische Stätte zu besuchen und dafür ein abgelegenes Haus zur Übernachtung zu nutzen. Er bringt sie gemeinsam mit seinem Sohn Sean dorthin. In der Nacht stellen sie fest, dass sie in dem Haus eingeschlossen sind und ein Wesen um das Haus schleicht, kurz darauf dringt dieses durch den Kamin in das Haus ein und greift die Gruppe an, wobei er Sophie den Ohrring aus dem Ohrläppchen reißt. Es gelingt ihnen, das Wesen im Schlafzimmer einzusperren und sie entfliehen durch den Kamin, wobei David am Bein verletzt wird.
Das Wesen, ein Leprechaun, verfolgt die Gruppe, die in ein benachbartes Haus fliehen und sich verbarrikadieren können. Sie finden in dem Haus zahlreiche Kleidungsstücke, Brillen, Uhren und Mobiltelefone von früheren Opfern. Hamish, Sean und ihr Helfer Ian warten derweil abseits der Hütte ab, ob die Touristen als Opfer angenommen wurden. Der Leprechaun wurde offensichtlich freigesetzt, als die Dorfbewohner seine Höhle ausgegraben und seinen Schatz geraubt hatten; seitdem opfern die Dorfbewohner ihm regelmäßig Fremde, damit ihr Dorf verschont bleibt. In einem Buch finden die Jugendlichen heraus, dass sie bis zu einem Stein nahe dem Dorf fliehen müssen. Hamish und seine Helfer finden heraus, dass die Gruppe fliehen konnte und verfolgen sie zu dem Haus, in dem sie sich verstecken. Sean und Hamish finden sie im Keller, allerdings hören sie Schüsse von Ian und sperren die Gruppe im Keller ein, um die Situation zu überprüfen. Sie brechen aus und treffen auf Sean, der sie bewachen soll, sie dann jedoch laufen lässt. Hamish findet den schwer verletzten Ian im Schuppen und wird selbst vom Leprechaun angegriffen, kann jedoch fliehen während Ian getötet wird. Die Gruppe flieht derweil und trifft auf die Wirtin Mary und steigt in ihr Auto in der Hoffnung gerettet zu werden, diese bringt sie jedoch zu Hamish und Sean.
Kurz darauf befinden sich die vier gefesselt im Wald, wo sie von dem Leprechaun attackiert werden, der Jeni ihr Zungenpiercing aus der Zunge reißt. David kann fliehen, wird jedoch von dem Leprechaun getötet; kurz darauf können sich auch die anderen befreien und fliehen erneut in die Hütte. Sophie befestigt eine Goldkette als Köder am Kamin, wo sie dem Leprechaun auflauern wollen. Jeni versteckt sich unter der Hütte und Sophie und Ben lauern dem Leprechaun auf, in ihrer Panik versucht Jeni allerdings zu entfliehen und wird von dem Leprechaun durch den Kamin geschoben, wo sie von Sophie und Ben getötet wird. Diese fliehen zurück zum anderen Haus in den Transporter von Ian und danach ins Haus, wobei sie vom Leprechaun weiter verfolgt werden. Dieser tötet Ben und Sophie kann sich verstecken, kurz bevor der Leprechaun auch sie findet dringt Sean ins Haus ein schießt auf das Wesen. Bei ihrer Flucht wird Sophie von seinem Vater gestellt, jedoch bedroht Sean nun auch diesen und überwältigt ihn, Sophie kann fliehen. Der Leprechaun tötet Hamish und verfolgt dann Sophie, die mit dem Transporter fliehen möchte. Er springt auf die Ladefläche und greift sie während der Fahrt an, bei einem Unfall wird er über das Fahrzeug geschleudert. Sie flieht zu Fuß weiter und stolpert dabei über einen Rucksack, in dem sich unter anderem Goldmünzen und eine Machete befinden. Als der Leprechaun zu ihr kommt, wirft sie die Münzen über seinen Kopf und enthauptet ihn mit der Machete. Bei ihrer weiteren Flucht danach über die Grenze des Reviers sind weitere Leprechaun zu hören, der Film endet offen.

## Veröffentlichung

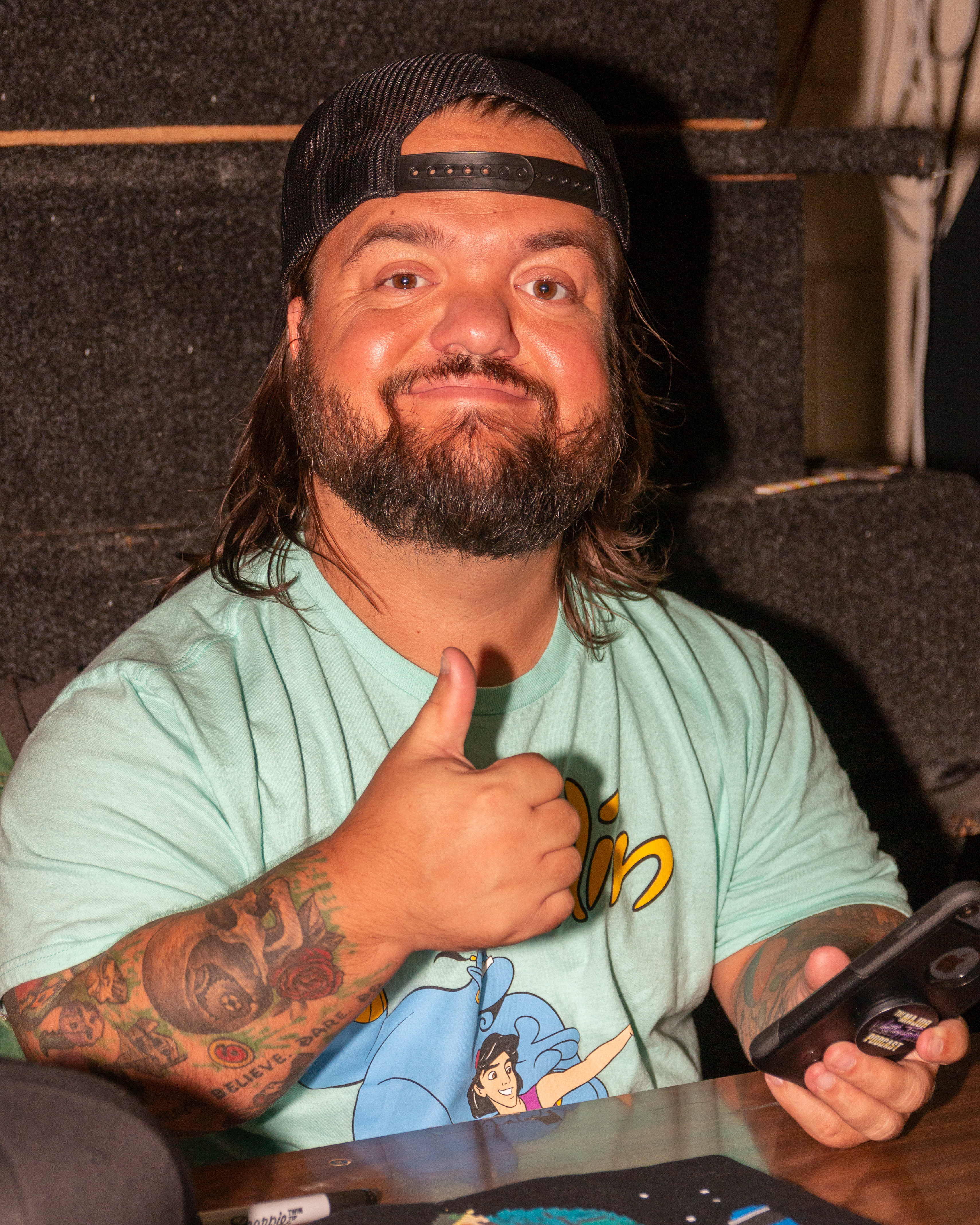
Der Hauptdarsteller im Kostüm des Leprechaun ist der kleinwüchsige Wrestler Dylan Mark Postl, bekannt als „Hornswoggle“

Der Film wurde als siebter Film und zugleich die Neuauflage der Leprechaun-Reihe veröffentlicht, die 1993 mit Leprechaun – Der Killerkobold begann. Im März 2012 gaben Lionsgate und WWE Studios bekannt, gemeinsam an der Neuauflage der Filmreihe zu arbeiten.
Die Hauptrolle übernahm der kleinwüchsige Wrestler Dylan Mark Postl, bekannt als „Hornswoggle“. Leprechaun: Origins stellt somit den ersten Teil der Reihe ohne Warwick Davis in der Rolle des Leprechaun dar. Der Film kam im August 2014 sehr eingeschränkt in die amerikanischen Kinos und wurde zudem als Video-on-Demand angeboten. 2018 wurde Leprechaun Returns veröffentlicht, der sich als Fortsetzung des ersten Teils versteht. Warwick Davis war hieran allerdings ebenfalls nicht beteiligt, die Rolle des Leprechaun übernahm in diesem Film der Kanadier Linden Porco.

## Synchronisation
Die Synchronisation übernahm die PPC Studio GmbH in Hamburg. Die Dialogregie stammte von Gerd Naumann, das Dialogbuch wurde von Bodo Traber geschrieben. Insgesamt wurden zwölf Rollen synchronisiert.
| Rolle     | Darsteller        | Synchronsprecher   |
| --------- | ----------------- | ------------------ |
| Ben       | Andrew Dunbar     | Jesse Grimm        |
| Catherine | Emilie Ullerup    | Jannika Jira       |
| David     | Brendan Fletcher  | Tino Kießling      |
| Fahrer    | Gary Peterman     | Helmut Krauss      |
| Francois  | Adam Boys         | Robert Kotulla     |
| Hamish    | Garry Chalk       | Ben Hecker         |
| Ian       | Bruce Blain       | Erik Schäffler     |
| Jeni      | Melissa Roxburgh  | Nicole Hanack      |
| Mary      | Mary Black        | Marianne Bernhardt |
| Sean      | Teach Grant       | Thomas Schmuckert  |
| Sophie    | Stephanie Bennett | Vera Bunk          |